# Ян Тиман
Ян Тиман (на нидерландски: Jan Timman) е нидерландски шахматист, гросмайстор от 1974 г. Един от водещите шахматисти в света през 80-те години на 20 век. В пика на кариерата си е определян за най-добрия не-съветски шахматист и е известен като „Най-добрия на Запада“. Автор е на шахматни книги.

## Турнирни резултати
- 1973/74 – Хейстингс (1 – 4-то място с Генадий Кузмин, Ласло Сабо и Михаил Тал)
- 1978 – Амстердам (1-во място на „IBM“)
- 1979 – Блед/Порторож (1-во място на „Мемориал Видмар“)
- 1981 – Амстердам (1 м.), Вайк ан Зее (1-во място), Лас Палмас (1-во място)
- 1982 – Мар дел Плата (1-во място)
- 1984 – Бугожно (1-во място)
- 1985 – Вайк ан Зее (1-во място)
- 1988 – Линарес (1-во място)
- 2006 – Малмьо (1-во място), Лондон (2-ро място, след Иван Соколов на „Мемориал Хауърд Стаунтон“)

## Участия на шахматни олимпиади
Участва на 13 олимпиади. Изиграва 169 партии, печелейки 58 и постигайки реми в 86. Средната му успеваемост е 59,8 процента. Носител е на два медала – сребърен отборен и златен индивидуален от 1976 г. Играл е срещу следните български шахматисти: Иван Радулов (1972, победа в предварителната група и загуба във финалната), Никола Пъдевски (1974, реми), Иван Радулов (1978, победа), Веселин Топалов (загуба през 1994 и победа през 1998).
| Година | Организатор  | Отбор       | Класиране (отборно) | Дъска    |
| 1972   | Скопие       | Нидерландия | 8                   | Четвърта |
| 1974   | Ница         | Нидерландия | 5                   | Първа    |
| 1976   | Хайфа        | Нидерландия | 2                   | Първа    |
| 1978   | Буенос Айрес | Нидерландия | 14                  | Първа    |
| 1980   | Ла Валета    | Нидерландия | 10                  | Първа    |
| 1982   | Люцерн       | Нидерландия | 17                  | Първа    |
| 1984   | Солун        | Нидерландия | 10                  | Първа    |
| 1990   | Нови Сад     | Нидерландия | 12                  | Първа    |
| 1992   | Манила       | Нидерландия | 23                  | Първа    |
| 1994   | Москва       | Нидерландия | 6                   | Първа    |
| 1996   | Ереван       | Нидерландия | 14                  | Първа    |
| 1998   | Елиста       | Нидерландия | 12                  | Първа    |
| 2004   | Калвия       | Нидерландия | 8                   | Четвърта |